# Église Saint-Thomas de Tribsees
L'église Saint-Thomas (St.-Thomas-Kirche) est une église gothique de Tribsees en Allemagne. Elle date des XIIIe et XVe siècles et elle est placée sous le patronage de saint Thomas Beckett de Canterbury. L'église est typique de l'architecture gothique de briques du nord de l'Allemagne et de la Baltique.
Elle se trouvait sur la Via Baltica, chemin qui menait au pèlerinage de Compostelle.

## Architecture

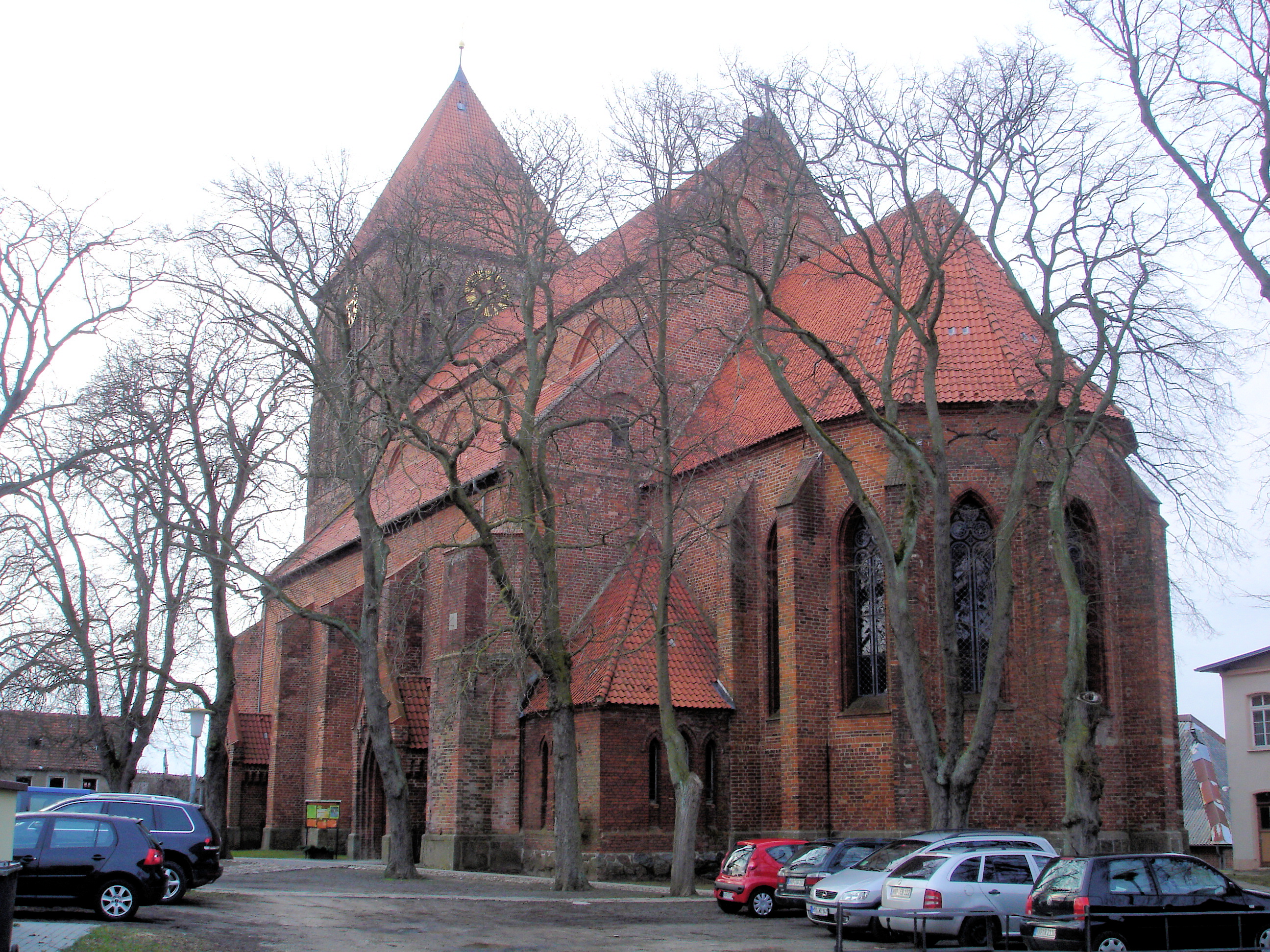
L'église vue de l'est avec son chœur orienté

L'église est construite en plan basilical à l'emplacement d'une ancienne église du roman tardif (début du XIIIe siècle) dont il reste le clocher massif et des parties des murs de la nef.
Cette église relativement grande, avec son chœur à cinq compartiments, inhabituel pour la région, témoigne de l'importance de Tribsees à l'époque. L'édifice actuel date de la première moitié du XVe siècle. Un incendie l'endommage gravement en 1702 et elle est restaurée en 1735. Le fronton est de la nef montre la date de 1731 qui marque l'achèvement de la reconstruction du toit du chœur. Elle a été encore restaurée en style néogothique entre 1861 et 1869. Les deux cloches datent de 1485 et 1764.

## Intérieur

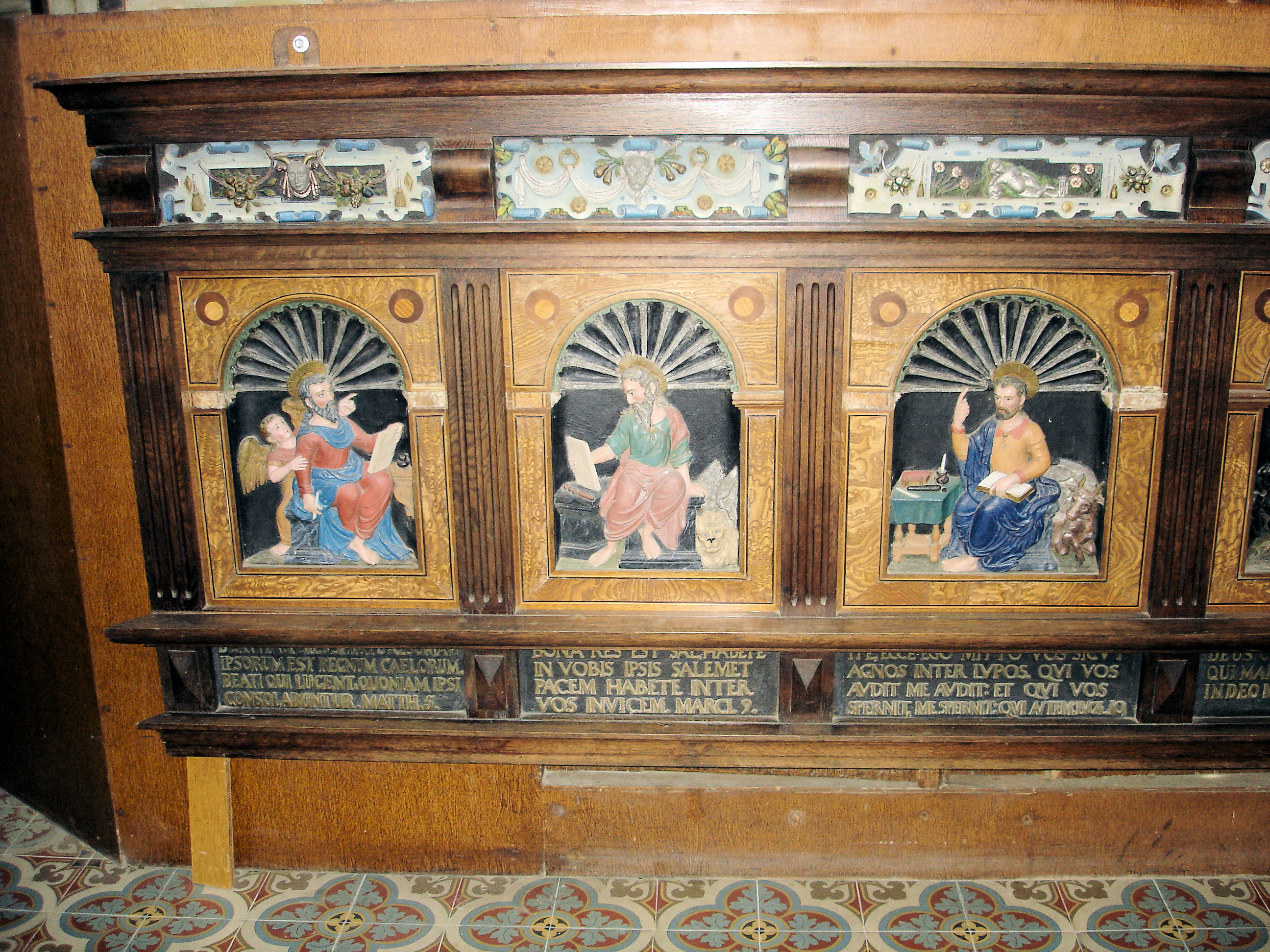
Détail des panneaux provenant de l'ancienne chaire de l'église Saint-Jacques de Lübeck

Les voûtes de la nef sont de couleur rouge et blanche et celles de la sacristie sont du gothique tardif. La chaire, les tribunes, les bancs et la tribune patronale datent de la restauration néogothique des années 1860, ainsi que les fonts baptismaux.
Les panneaux sculptés de 1577 qui décorent le maître-autel sont remarquables. Ils représentent les évangélistes, deux Apôtres et le Christ crucifié. Ils proviennent de l'ancienne chaire de l'église Saint-Jacques de Lübeck et ont été installés ici en 1735.
L'autel dit du moulin, de la seconde moitié du XVe siècle, est aussi intéressant. Le moulin représente dans la symbolique de l'époque le passage de l'Ancien au Nouveau Testament, tel qu'on peut le voir par exemple dans le fonds de certaines œuvres de Brueghel l'Ancien, comme Le Portement de Croix de 1564. Ici il est sculpté sur un panneau de l'autel avec le Christ-Rédempteur. Au-dessus sont représentées les scènes de l'Histoire biblique de la chute d'Adam et Ève, jusqu'à la Résurrection. La scène du moulin représente les Évangélistes (flanqués des Douze Apôtres) qui sortent des sacs de blé des citations de l'Évangile en forme de banderoles pour les mettre sous la meule. Il en sort, à nouveau sur une banderole, le Verbe, représenté sous la forme de Jésus Enfant. Les Pères de l'Église, saint Jérôme et saint Grégoire, sont agenouillés et accompagnés de saint Ambroise et saint Augustin, docteurs de l'Église. Ils soulèvent un calice surmonté de Jésus Enfant.
L'orgue, œuvre de Carl August Buchholz, date de 1821.
L'église appartient à l'Église luthérienne-évangélique de Poméranie.

## Illustrations

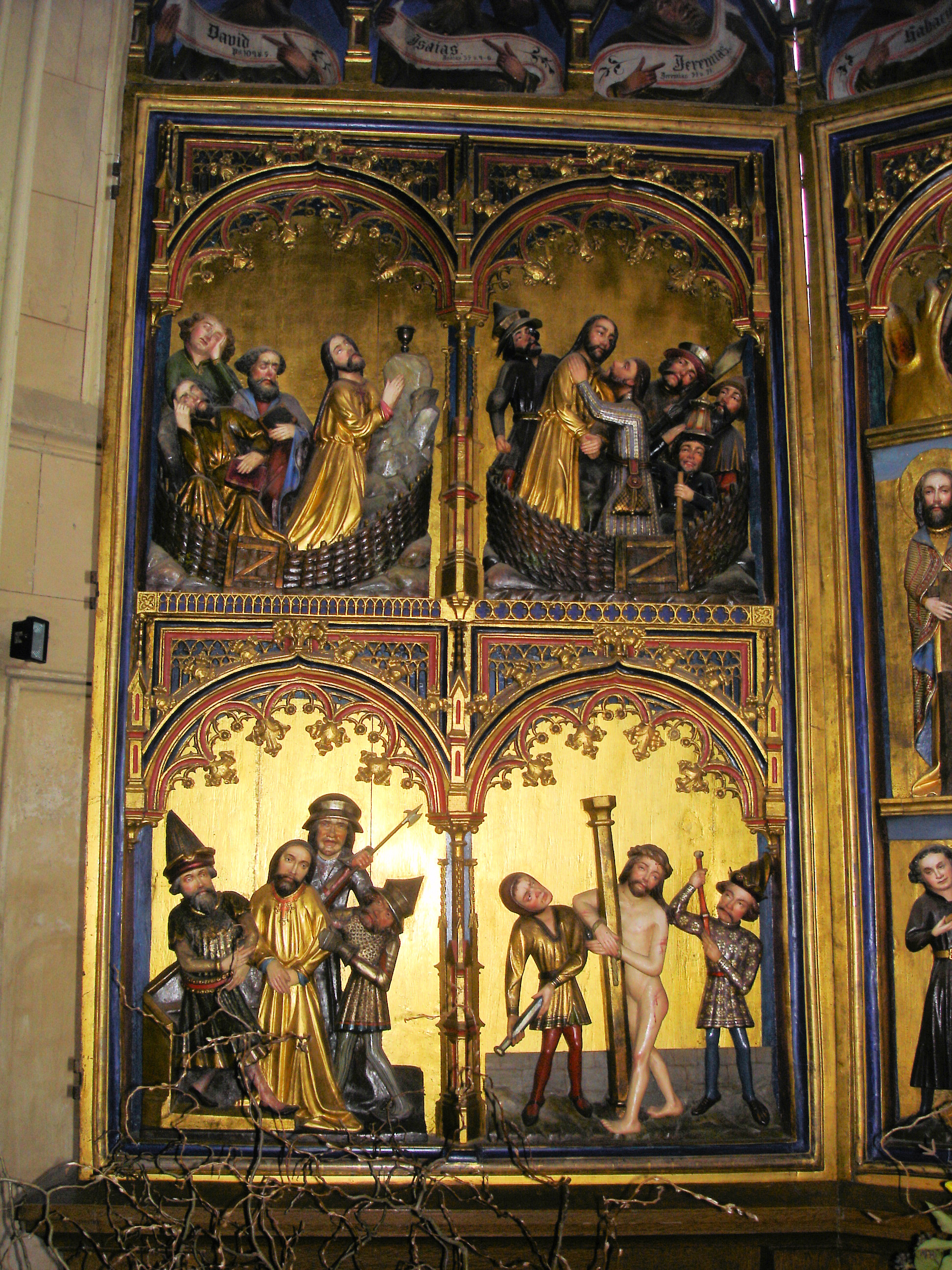
Détails du triptyque de l'autel représentant le début de la Passion du Christ
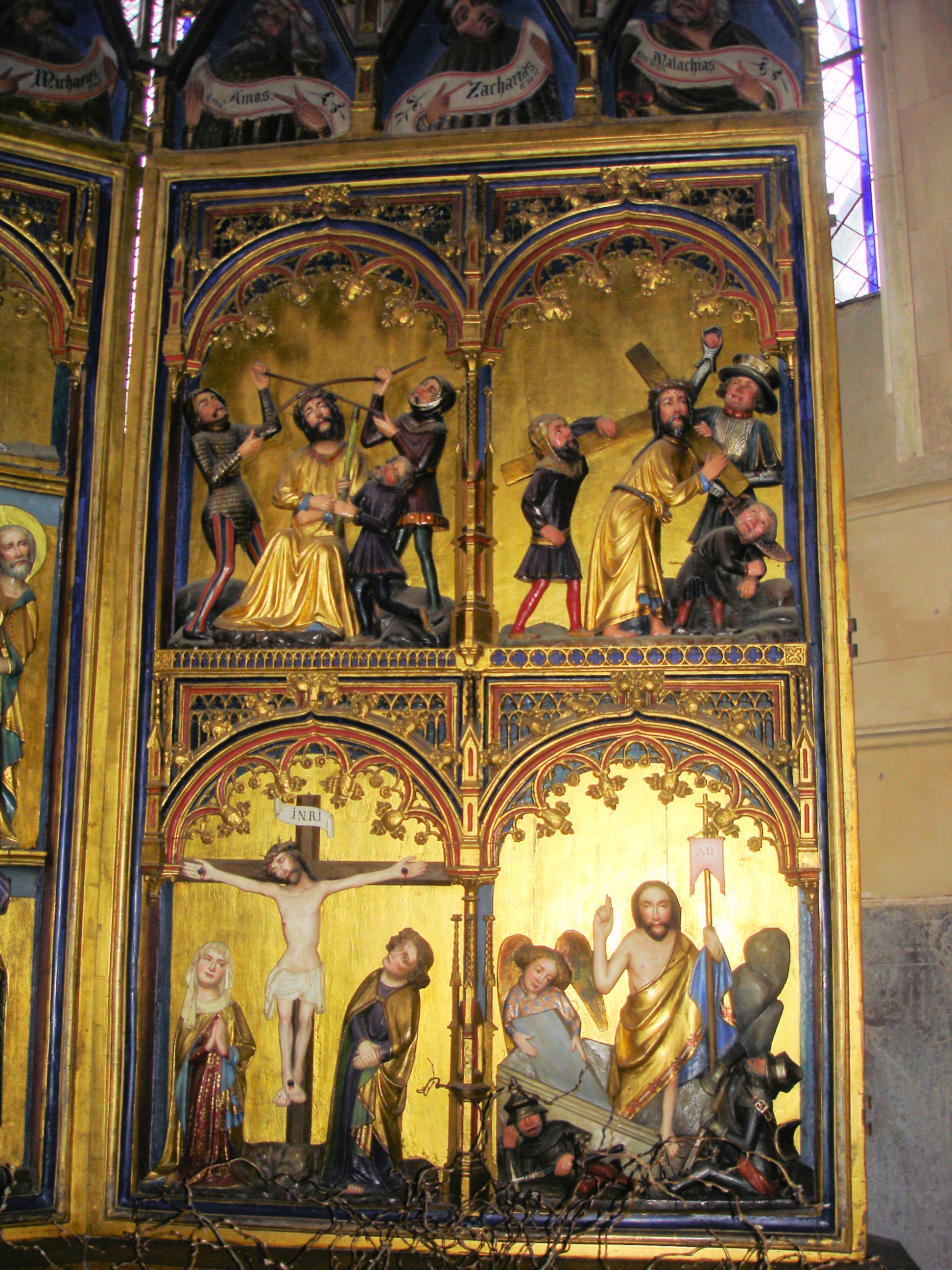
Détails du triptyque de l'autel représentant la Passion du Christ et la Résurrection
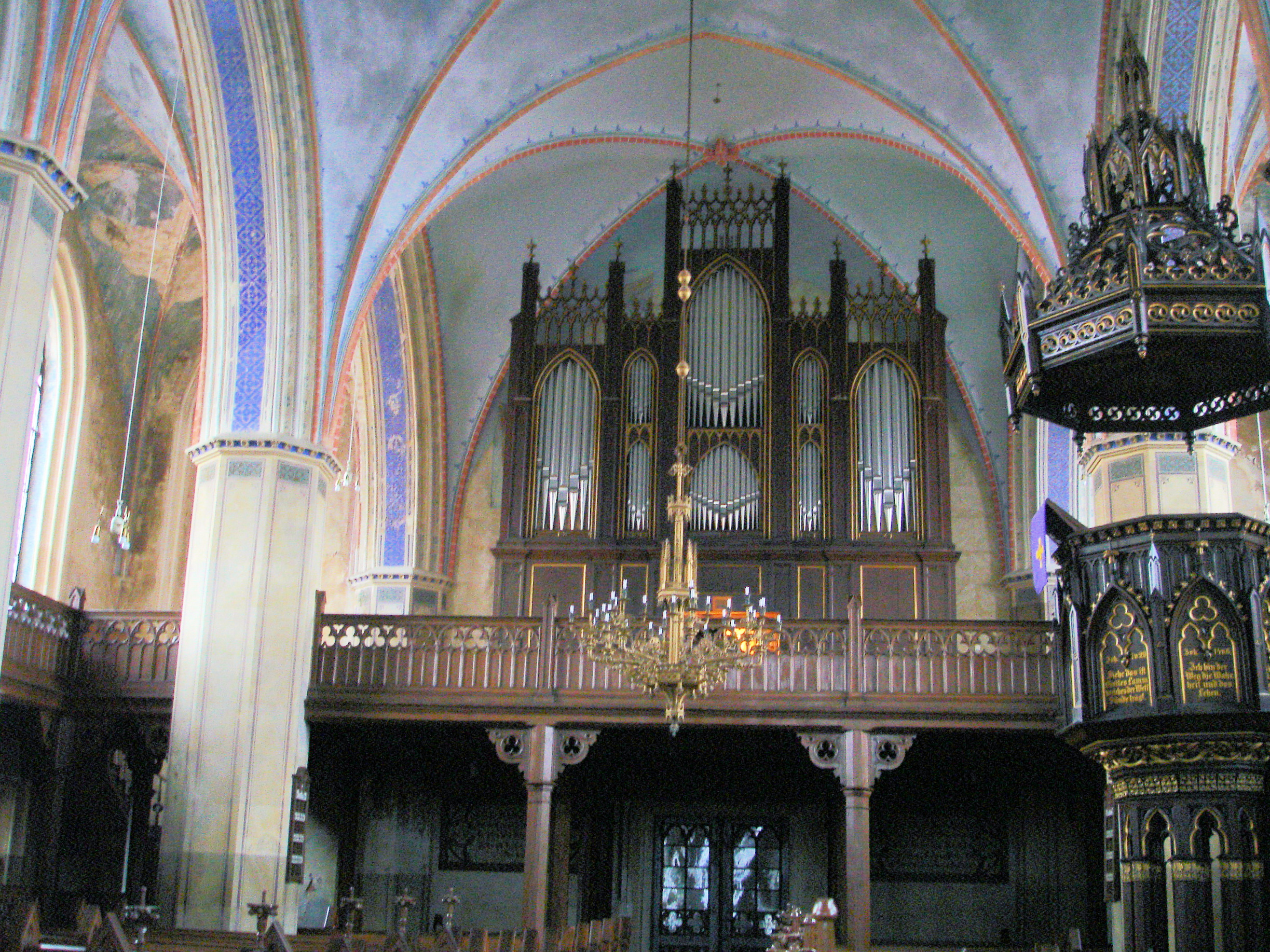
Vue de l'orgue et de la chaire
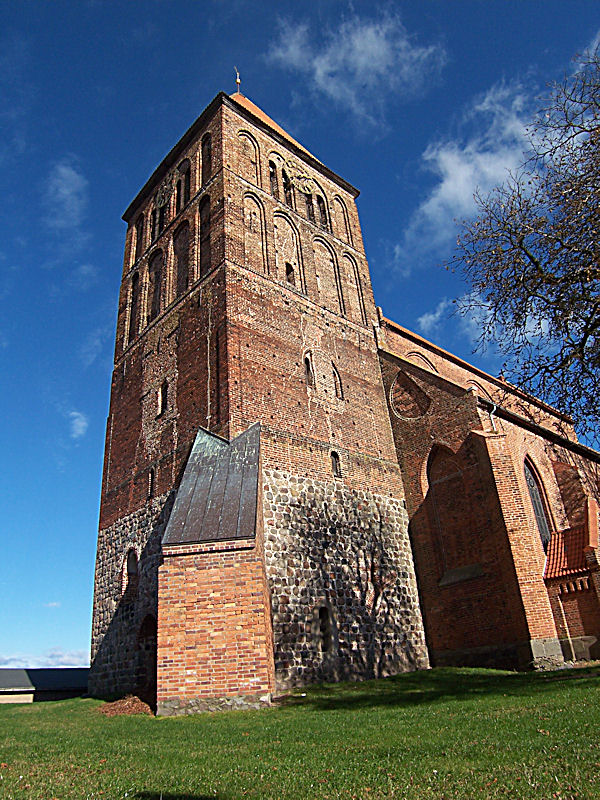
Vue du clocher